# Write (Unix)
Write es un comando existente A sistemas Unix y tipo unix que sirve para enviar un mensaje a otro usuario del sistema.

## Uso
```
write usuario [tyyx](x = número terminal)
mensaje
```

la opción tty solo es necesaria cuando un usuario está activo en más de un terminal. La conversación se finaliza pulsando Ctrl-D, enviando un EOF.
Ejemplo de uso:
```
write root
mensaje
```

Aparece en root como:

```
Message from user@punch on pts/8 at 11:19 ...

mensaje
```

## Historia
El comando aparece por primera vez en Unix V6. Otra versión envía un mensaje a un usuario de una red Windows mediante el formato de paquetes SMB.